# Socueva
Socueva es una localidad del municipio de Arredondo (Cantabria, España). En el año 2008 contaba con una población de 27 habitantes (INE). Esta localidad está situada a 320 metros de altitud sobre el nivel del mar, y a 2,3 kilómetros de la capital municipal, Arredondo.
Destaca del lugar, la ermita rupestre de San Juan (estilo mozárabe), que fue declarada Bien de Interés Cultural en el año 1985.